# AOA
AOA (tiếng Hàn: 에이오에이; viết tắt của Ace of Angels) là một nhóm nhạc nữ Hàn Quốc được thành lập bởi FNC Entertainment. Đội hình ban đầu gồm 8 thành viên năm 2012 bao gồm: Choa, Jimin, Yuna, Youkyung, Hyejeong, Mina, Seolhyun và Chanmi. Youkyung rời nhóm vào năm 2016, trong khi Choa rời nhóm vào năm 2017 vì lý do sức khỏe tâm thần, tiếp theo là Mina vào năm 2019 để theo đuổi sự nghiệp diễn xuất và Jimin vào năm 2020 vì cáo buộc bắt nạt. Yuna và Seolhyun lần lượt rời đi vào năm 2021 và 2022 sau khi hết hạn hợp đồng. Nhóm hiện tại bao gồm bộ đôi Hyejeong và Chanmi.
AOA chính thức ra mắt vào tháng 7 năm 2012 với việc phát hành đĩa đơn Angel's Story. Đầu năm 2013, nhóm nhạc AOA Black phát hành đĩa đơn chính thức mang tên "MOYA" với thành công vừa phải. Họ phát hành EP đầu tiên vào tháng 6 năm 2014 và năm đó họ cũng ra mắt tại Nhật Bản dưới tên Universal Music Japan. Nhóm đã đạt được thành công trên toàn quốc vào năm 2014 sau một loạt ca khúc ăn khách giúp họ trở thành một trong những nhóm nhạc nữ hàng đầu trong thời đại của mình. "Heart Attack" đã đứng đầu một số bảng xếp hạng sau khi phát hành, trở thành một trong những bài hát được tải xuống nhiều nhất năm 2015 và trở thành một trong những đĩa đơn trụ hạng lâu nhất trên bảng xếp hạng top 100 của Melon.
Sau chuỗi thành công liên tục, AOA đã phát hành đơn vị quảng cáo thứ hai, AOA Cream, vào năm 2016. Nhóm sau đó sẽ phát hành album phòng thu tiếng Hàn đầu tiên vào tháng 1 năm 2017 và vài tháng sau, tổ chức buổi hòa nhạc Hàn Quốc đầu tiên "Ace Of". Những thiên thần" tại Olympic Hall ở Seoul. Trong số những bản hit lớn nhất của nhóm là "Miniskirt", "Short Hair", "Like a Cat", "Heart Attack", "Give Me the Love", "Good Luck", "Excuse Me" và "Bingle Bangle".

## Lịch sử

### 2012–2013: Hình thành và ra mắt

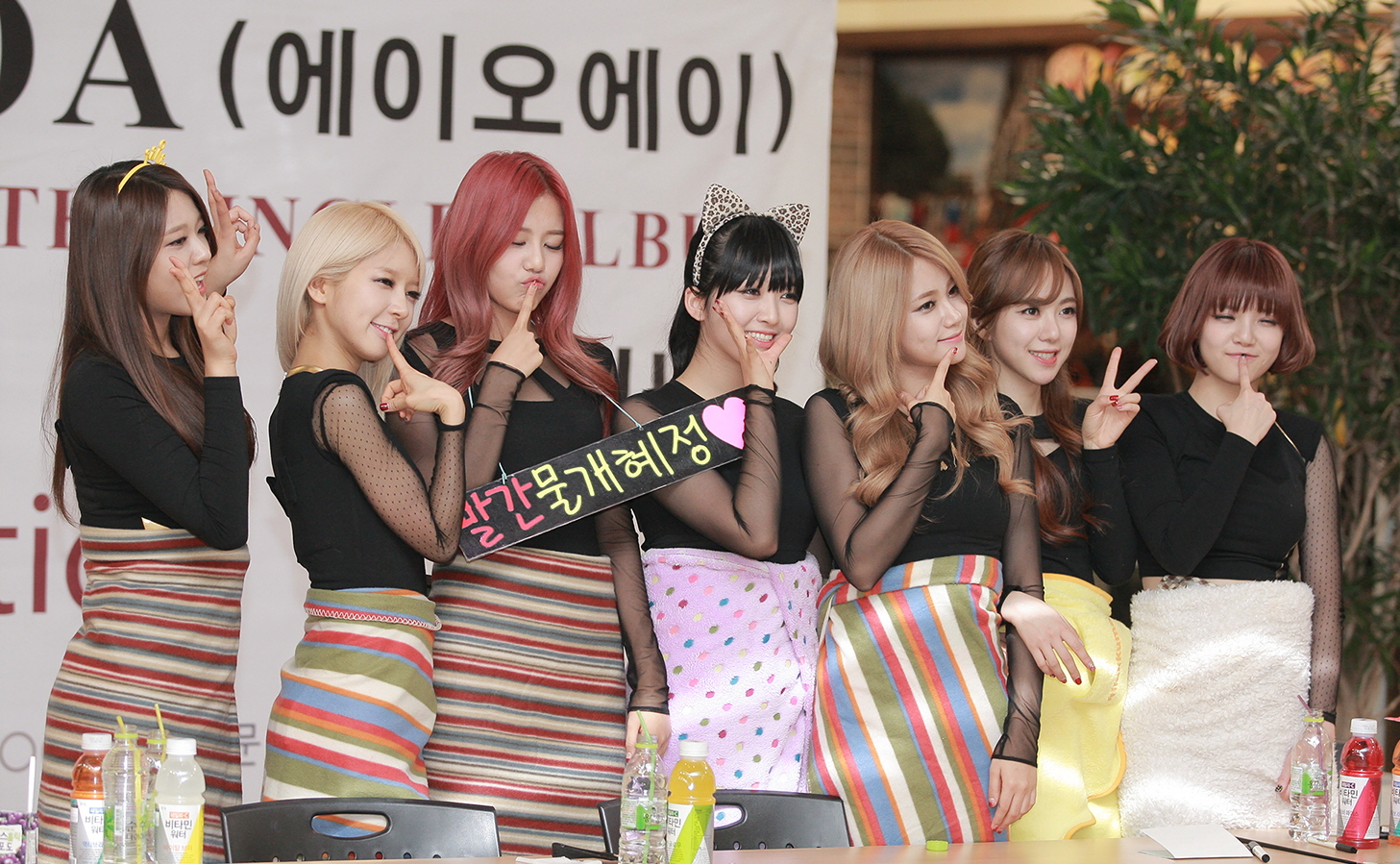
AOA vào tháng 10 năm 2013

Tất cả tám thành viên đều được lộ diện qua ảnh teaser từ 16 đến 23 tháng 7 (theo thứ tự: Seolhyun, Choa, Hyejeong, Chanmi, Yuna, Mina, Jimin và Youkyung). AOA được biết đến như một nhóm nhạc nhảy và ban nhạc chơi nhạc cụ. Youkyung (hoặc "Y") được biết đến là bán người/bán thiên thần, vì cô là thành viên duy nhất chỉ ở trong ban nhạc, chơi trống, khiến AOA trở thành nhóm có "7+1 thành viên". Như concept của họ, các thành viên "thiên thần" gồm Seolhyunari - Seolhyun, Choaya - Choa, Hyejeong. Linus - Hyejeong, Minaring - Mina, Yunaria - Yuna, Chanmi và trưởng nhóm Jiminel - Jimin, nhìn thấy thế giới loài người qua quả cầu thủy tinh, và mê mẩn với âm nhạc của họ. Y, bán người/bán thiên thần, cũng được gọi là người "giữ chìa khóa", tò mò về thế giới loài người, và dùng chiếc chìa khóa để đến đó cùng các thiên thần khác. Music Video Teaser đầu tiên của "Angel's Story" được phát hành vào ngày 24 tháng 7 và teaser thứ hai vào ngày 26 tháng 7. Bỗng single "Angle's Story" bị rò rỉ vào ngày 28 tháng 7 trước khi nó phát hành hai ngày sau. M/V với bài hát chủ đề "Elvis" được phát hành vào ngày 30 tháng 7, và nhóm có được sân khấu ra mắt vào 9/8 trên M! Countdown và sau đó là Music Bank.
FNC thông báo rằng nhóm sẽ comeback với single thứ hai "Wanna Be" vào ngày 10 tháng 10. Ảnh bìa của single được phát hành, cho thấy các thành viên sẽ vào vai các nhân vật trong phim, như: Hyejeong trong "Kill Bill", Jimin trong "Léon (phim)", Choa trong "Legally Blonde", Yuna trong "Tomb Raider (sê-ri)", Chanmi trong "Harry Potter", Mina trong "Breakfast at Tiffany's", Seolhyun trong "Romeo và Juliet" và Youkyung trong "The Fifth Element". Sau đó được thông báo rằng AOA Black - ban nhạc 5 thành viên - sẽ quảng bá bài hát chủ đề "Get Out" trong tuần đầu. AOA Black xuất hiện lần đầu trong lần comeback này vào ngày 10 tháng 10 tại KM's Music Triangle và biểu diễn "Get Out" phiên bản ban nhạc lần đầu tiên. Nhóm tiếp tục xuất hiện vào ngày 12 tháng 10 tại Music Bank.
Seolhyun và Hyejeong bắt đầu vào ngành diễn xuất không lâu sau đó. Seolhyun có được vai diễn đầu tiên trong bộ phim " My Daughter Seo-young", cô vào vai Seo Eun-soo, người tình trong mộng của Lee Jung-shin (CN Blue). Hyejeong vào vai khách mời trong bộ phim "Phẩm chất quý ông (phim truyền hình)". Trước đó, cô đã có vai diễn đầu trong phim "Alice lạc vào khu Cheongdam-dong", là em gái của Moon Geun-young, Han Se-jin.
Vào ngày 5 tháng 2, Seolhyun được chọn làm gương mặt đại diện cho hãng "Clean & Clear" cùng với diễn viên Lee Se-young, sau đó có được vai diễn "Gong Na-ri" trong bộ phim truyền hình "Ugly Alert". Yuna được chọn vào vai "Seolhee" trong một vở nhạc kịch được dựa theo bộ phim Nhật Bản "Summer Snow". Choa được chọn vào vai "Gabriella" trong vở nhạc kịch "High School Musical".
Vào ngày 11 tháng 7, ban nhạc AOA Black sẽ có màn comeback với single đầu tay, cũng như single thứ ba của nhóm, mang tên "MOYA". Single và M/V "Moya" được phát hành vào ngày 26 tháng 7 và AOA có màn comeback trên "Music Bank" vào cùng ngày. Phản ứng của mọi người với "Moya" rất tích cực, khiến bài hát đạt vị trí thứ 1 tại các bảng xếp hạng vào ngày phát hành.
Vào ngày 29 tháng 9, FNC đã tải lên trên tài khoản YouTube cá nhân của họ một teaser, ám chỉ một nghệ sĩ sẽ comeback, và được xác nhận đó là AOA. Vào ngày 1 tháng 10, FNC đăng lên hình ảnh teaser của nhóm (mang đề "Red Motion"). AceOfAngels8, tài khoản YouTube của AOA. đăng tải một video concept vào ngày 3 tháng 10. Vào ngày 8 tháng 10, một teaser của bài hát chủ đề "Confused" (hay được gọi là "Shaking") được đăng tải. Vào ng9 tháng 10, M/V của "Confused" được phát hành. Single được phát hành vào ngày 13 tháng 10, cùng với video tập nhảy và video tập nhảy "eye contact version". Vào ngày 28 tháng 12, FNC thông báo rằng thành viên Mina sẽ vào vai "vai diễn của Kim Hee-sun lúc trẻ" trong bộ phim "Good Days Indeed".

### 2014–2016: Đột phá trong sự nghiệp và ra mắt tạiNhật Bản
Vào ngày 16 tháng 1, AOA trở lại với một sexy concept và phát hành single "Miniskirt" cùng với M/V. Lập tức, "Miniskirt" lập all-kill ở tất cả các bảng xếp hạng tại Hàn Quốc vào ngày phát hành. Vào 30 tháng 8, M/V "Miniskirt" đạt lượt view 10 triệu lượt xem trên YouTube. Vào ngày 9 tháng 2, nhóm có được chiến thắng đầu tiên trên SBS Inkigayo nhờ "Miniskirt".
Vào ngày 26 tháng 5, FNC thông báo rằng AOA sẽ có màn comeback vào tháng Sáu. Vào ngày 15 tháng 6, FNC phát hành video "Short Hair Silhouette Teaser" và "Short Hair Comic Teaser". AOA phát hành bài hát chủ đề "Short Hair" trong mini-album đầu tay của họ. Mini-album đạt vị trí thứ 1 tại các bảng xếp hạng khác nhau và trong top M! Countdown July Chart. M/V "Short Hair" đạt vị trí thứ 8 trong Billboard "Những M/V K-pop được nhiều lượt xem nhất trên thế giới" trong tháng 6. AOA cùng với nhóm Bestie và Girl's Day biểu diễn bài hát "Mr. Mr. (bài hát)" của "Girl's Generation" cho "Half-Year Special" tại Music Bank vào ngày 27 tháng 6
Vào 24 tháng 7, FNC phát hành Photobook đầu tiên của nhóm mang tên "Hot Summer". Độ "hot" của nó được đứng trên Oasis, Honey và Twinkle. Photobook bao gồm: một photobook 108 trang, một DVD "Making Film" 15 phút và poster của AOA.
FNC Entertainment cho biết rằng AOA sẽ phát hành 2 digital single "Miniskirt" và "Short Hair" vào Đài Loan ngày 29 tháng 8. Nhóm cũng sẽ phát hành album "Best of Album" vào 26/9. Album bao gồm những bài hit của họ: "Elvis", "Get Out", "Moya", "Confused" và "Miniskirt; bao gồm tất cả 13 bài hát. Công ty cũng thông báo rằng: "Chúng tôi tạo ra một best album có tính đổi mới bằng cách sắp xếp các bài hit của AOA thành phiên bản ban nhạc. Chúng tôi có dự định sẽ phát hành nó với một DVD M/V có phụ đề tiếng Trung". Hai digital single "Miniskirt và "Short Hair" đứng vị trí 1 và 2 trong hai tuần liền trong Taiwan OMusic Chart và Weekly single chart.

Vào ngày 1 tháng 10, nhóm phát hành single đầu tiên "Miniskirt" tại Nhật. Single của nhóm đứng thứ 1 và 2 trong Japan's Tower Records' World Chart và xuất hiện lần đầu ở bảng xếp hạng hàng tuần Oricon ở vị trí 13 từ ngày 29 tháng 9 đến ngày 5 tháng 10 và đứng thứ 3 ở bảng xếp hạng hằng ngày Oricon. Trong khi M/V "Miniskirt" phiên bản Nhật đứng thứ 1 tại iTunes video vào cuối ngày 14 tháng 10. Vào ngày 1 tháng 10, nhóm ra mắt tại Nhật với single "Miniskirt", và được đặt là #AOADay.

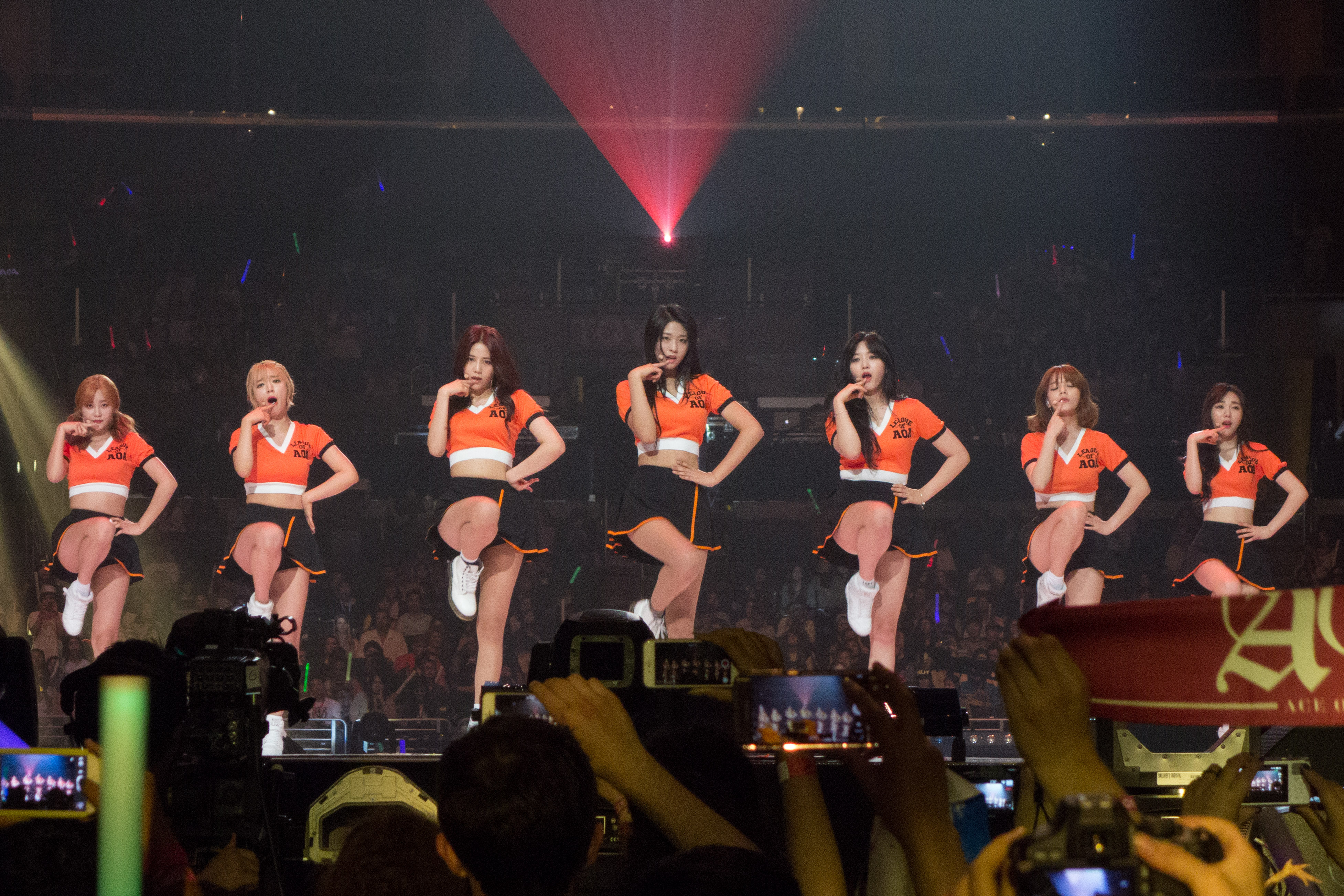
AOA tại KCON 2015 ở Los Angeles

Vào 2 tháng 11, AOA cho biết rằng nhóm sẽ comeback với mini-album thứ hai mang tên "Like A Cat" (hoặc Walking Softly), và sẽ được phát hành vào ngày 11. Vào ngày 3, nhóm lần lượt phát hành: hình ảnh concept teaser, spotlight teaser, highlight medley, M/V trailer, và phát hành M/V "Like A Cat" vào ngày 11. Nhóm hứa rằng nếu M/V đạt 3 triệu sẽ phát hành một video đặc biệt, và khi M/V đạt tới mức 3 triệu và hơn thế, nhóm phát hành video "Like A Cat Dance Special Performance" - cho thấy họ nhảy vũ đạo "Like A Cat" khi mặc bộ đồ con mèo, và làm những động tác hài hước. Vào ngày 19 tháng 11, nhóm có được chiến thắng thứ hai trên "Show Champion" với "Like A Cat.
AOA sẽ phát hành "Like A Cat" phiên bản tiếng Nhật vào ngày 25 tháng 2. Single cũng sẽ bao gồm hai phiên bản tiếng Nhật của "Elvis" và "Just The Two Of Us". Vào ngày 2 tháng 2, FNC phát hành M/V "Like A Cat" tiếng Nhật phiên bản ngắn, và bài hát đã đạt vị trí 1 tại Gyao! lượt xem hằng ngày và bảng xếp hạng hàng tuần. "Like A Cat" đạt vị trí 6 trong bảng xếp hạng Oricon nhưng sau đó leo được vị trí thứ 3 và đạt vị trí 1 tại Tower Records Shibuya ngay ngày single ra mắt.
AOA sẽ phát show truyền hình thực tế của nhóm đầu tiên mang tên "Open Up! AOA". Tập đầu tiên sẽ được phát sóng vào 26 tháng 2 tại trang Naver. Sê-ri sẽ bao gồm 10 tập, dài 10 phút và phát sóng vào thứ 3 hàng tuần. Tất cả tám thành viên, bao gồm Youkyung, đều ở program này. AOA cũng chuẩn bị cho show thực tế khác với MBC Music Bank mang tên AOA One Fine Day vào ngày 7 tháng 4. "One Fine Day" sẽ lên sóng vào ngày 13 tháng 6
Vào ngày 2 tháng 6, AOA chính thức thông báo sẽ comeback với mini-album thứ ba "Heart Attack" vào giữa tháng 6, cùng với comeback showcase vào 22/6 tại AX-Hall Seoul. Vào 9/6, nhóm phát hành teaser "Heart Attack" với thành viên Choa. 10/6 và 11/6 phát hành lần lượt các thành viên: Choa, Jimin, Mina, Chanmi, Seolhyun, Yuna và Hyejeong. Vào ngày 21 tháng 6, AOA chính thức ra mắt mini-album cùng MV "Heart Attack". Chỉ sau khoảng 2 ngày được đăng tải lên YouTube, MV "Heart Attack" đã đạt số lượt xem lên tới hơn 1.500.000, sau một 1 tháng phát hành Mini Album "Heart Attack" tiêu thụ được 25.271 bản tại Hàn Quốc và rinh về 3 chiếc cup âm nhạc tuần.
Tháng 10 năm 2016, AOA phát hành album phòng thu tiếng Nhật đầu tay Ace of Angels, bao gồm 8 bài hát trước đây của họ phiên bản tiếng Nhật và 3 bài hát mới, bao gồm bái hát chủ đề "Oh Boy".
FNC Entertainment thông báo vào ngày 27/1 rằng: "Chanmi, Hyejeong và Yuna sẽ quảng bá với tư cách là nhóm nhỏ. Họ có kế hoạch ra mắt bài hát mới vào tháng Hai". Vào ngày 31 tháng 1, FNC Entertainment đã chính thức công bố tên nhóm nhỏ này là AOA Cream và họ sẽ debut vào 12 tháng 2. Ngay hôm sau, AOA Cream phát hành các teaser vào gồm hình ảnh và MV teaser vào các ngày lần lượt sau đó và phát hành MV vào ngày 12/2. Bài hát chủ đề "I'm Jelly BABY" được sáng tác bở Black Eyed Pilseung.
Ngày 3 tháng 3, Jimin ra mắt solo với ca khúc "Call You Bae", hợp tác với Xiumin (EXO)
Trong tháng 12, AOA đã tổ chức chương trình thực tế của mình "OnStyle Live" – "Channel AOA".
Ngày 1 tháng 5, FNC Entertainment công bố rằng AOA sẽ trở lại với mini-album thứ 4, Good Luck vào ngày 26.
Ngày 8 và ngày 9 tháng 8, các thành viên AOA - bao gồm Youkyung đăng một hình ảnh mang thông điệp của họ đến Elvis trên Instagram để chào mừng kỷ niệm lần thứ tư của nhóm. Nhóm cũng làm cho người hâm mộ ngạc nhiên khi phát hành bộ phim "Cherry Pop".
Ngày 15 tháng 10 năm 2016, Youkyung rời khỏi nhóm sau khi kết thúc hợp đồng của mình với công ty quản lý. Tuy nhiên cô vẫn sẽ là một thành viên với vai trò khách mời trong các hoạt động của AOA Black trong tương lai. Ngay sau đó Jimin đăng một bức ảnh của tất cả tám thành viên trên Instagram với chú thích đơn giản "AOA".
Ngày 29 tháng 11 năm 2016, FNC Entertainment đã chính thức thông báo rằng AOA đang chuẩn bị cho sự trở lại với album phòng thu đầu tiên của nhóm trong mùa đông, Jimin sau đó nói với Elvis rằng album sẽ gồm một bài hát dành cho họ
AOA phát hành album phòng thu tiếng Hàn đầu tiên của nhóm mang tên Angel's Knock vào ngày 02 Tháng 1 năm 2017.
Ngày 23 tháng 6 năm 2017, công ty chủ quản của AOA thông báo rằng thành viên hát chính của nhóm, Choa, sẽ rời nhóm.

### 2018–2019:Bingle Bangle, sự ra đi của Mina,QueendomvàNew Moon

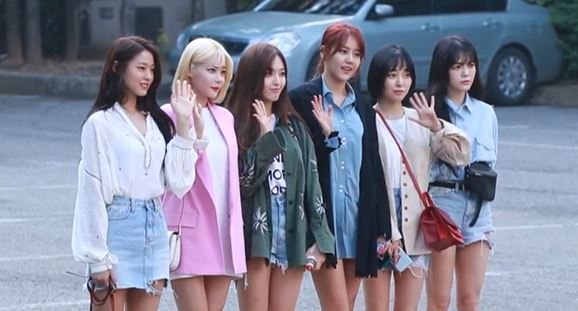
AOA bên ngoài trụ sở KBS vào năm 2018

Vào ngày 18 tháng 4 năm 2018, FNC Entertainment đã xác nhận rằng AOA sẽ trở lại thành một nhóm sáu người vào tháng 5 năm 2018. Sau đó, FNC xác nhận vào đầu tháng 5 rằng nhóm sẽ trở lại với mini album thứ năm mang tên Bingle Bangle vào ngày 28 tháng 5 năm 2018.
Ngày 13 tháng 5 năm 2019, FNC Entertainment thông báo Mina quyết định không tái ký hợp đồng với công ty để theo đuổi con đường riêng. AOA sẽ tiếp tục hoạt động với 5 thành viên đã tái ký là Seolhyun, Jimin, Yuna, Hyejeong và Chanmi.

### 2020–nay: Bê bối bắt nạt, sự ra đi của Jimin, Yuna và Seolhyun
Đầu tháng 7 năm 2020, cựu thành viên Mina đã đăng tải một loạt bài đăng trên Instagram, trong đó Mina cáo buộc rằng Jimin đã bắt nạt cô trong suốt 10 năm, đẩy cô đến mức tự làm hại bản thân và tìm cách tự tử. Sau những cáo buộc, FNC Entertainment và Jimin đã tiếp tục xin lỗi Mina. Vào ngày 4 tháng 7 năm 2020, Jimin thông báo rời khỏi AOA và làng giải trí, đồng thời giải nghệ vì vụ bê bối bắt nạt thành viên cùng nhóm.
Trong tuyên bố chính thức, FNC cho biết: "Chúng tôi xin lỗi vì đã gây lo ngại cho nhiều người liên quan đến những tranh cãi gần đây xung quanh nghệ sĩ của chúng tôi. Jimin đã quyết định rời AOA và tạm ngưng mọi hoạt động trong ngành công nghiệp giải trí". FNC cũng hứa sẽ chịu trách nhiệm trong sự việc lần này và làm tốt công tác quản lý nghệ sĩ. Quyết định rời nhóm của sao nữ sinh năm 1991 chỉ diễn ra một ngày sau khi cô bị Mina, cựu thành viên AOA, tố bắt nạt suốt 10 năm khiến mỹ nhân này uất ức đến mức tìm đến cái chết nhưng bất thành.
Ngày 1 tháng 1 năm 2021, FNC Entertainment đã thông báo về việc thành viên Yuna của nhóm AOA sẽ rời khỏi nhóm và công ty sau khoảng 8 năm đồng hành. Họ chia sẻ: "Chúng tôi thông báo rằng hợp đồng độc quyền của chúng tôi với nghệ sĩ Seo Yuna đã chính thức kết thúc. Quyết định này được đưa ra thông qua sự dàn xếp giữa công ty quản lý và nghệ sĩ. Chúng tôi xin chân thành cảm ơn Seo Yuna đã quảng bá với tư cách là một ca sĩ và một diễn viên dưới trướng của chúng tôi trong 8 năm qua. Chúng tôi cũng mong rằng các bạn tiếp tục gửi những lời động viên và cổ vũ nồng nhiệt tới Seo Yuna khi cô ấy chuẩn bị bắt đầu một sự nghiệp mới. Xin cảm ơn."
Vào ngày 20 tháng 10 năm 2022, Seolhyun đã rời công ty chủ quản sau 10 năm gắn bó.

## Thành viên
| Nghệ danh           | Nghệ danh           | Nghệ danh           | Tên Angel           | Tên Angel           | Tên khai sinh       | Tên khai sinh       | Tên khai sinh       | Tên khai sinh       | Tên khai sinh       | Ngày sinh                   | Nơi sinh                         | Vai trò                                     | Nhạc cụ             | Nhóm nhỏ            |
| Latinh              | Hangul              | Kana                | Latinh              | Hangul              | Latinh              | Hangul              | Kana                | Hanja               | Hán-Việt            | Ngày sinh                   | Nơi sinh                         | Vai trò                                     | Nhạc cụ             | Nhóm nhỏ            |
| Thành viên hiện tại | Thành viên hiện tại | Thành viên hiện tại | Thành viên hiện tại | Thành viên hiện tại | Thành viên hiện tại | Thành viên hiện tại | Thành viên hiện tại | Thành viên hiện tại | Thành viên hiện tại | Thành viên hiện tại         | Thành viên hiện tại              | Thành viên hiện tại                         | Thành viên hiện tại | Thành viên hiện tại |
| ------------------- | ------------------- | ------------------- | ------------------- | ------------------- | ------------------- | ------------------- | ------------------- | ------------------- | ------------------- | --------------------------- | -------------------------------- | ------------------------------------------- | ------------------- | ------------------- |
| Hyejeong            | 혜정                | ヘジョン            | Hyejeong.Linus      | 혜정 리너스         | Shin Hyejeong       | 신혜정              | シンヒェジョン      | 申惠晶              | Thân Huệ Tinh       | 10 tháng 8, 1993            | Pocheon, Gyeonggi-do, Hàn Quốc   | Lead Vocal, Lead Dancer                     | Thanh nhạc          | AOA Cream           |
| Hyejeong            | 혜정                | ヘジョン            | Hyejeong.Linus      | 혜정 리너스         | Shin Hyejeong       | 신혜정              | シンヒェジョン      | 申惠晶              | Thân Huệ Tinh       | 10 tháng 8, 1993            | Pocheon, Gyeonggi-do, Hàn Quốc   | Lead Vocal, Lead Dancer                     | Thanh nhạc          | AOA White           |
| Chanmi              | 찬미                | チャンミ            | Chanmi T.T          | 찬미 티티           | Kim Chanmi          | 김찬미              | ギムチャンミ        | 金澯美              | Kim Xán Mỹ          | 19 tháng 6, 1996            | Gumi, Gyeongsangbuk-do, Hàn Quốc | Main Dancer, Lead Rapper, Sub Vocal, Maknae | Thanh nhạc          |                     |
| Chanmi              | 찬미                | チャンミ            | Chanmi T.T          | 찬미 티티           | Kim Chanmi          | 김찬미              | ギムチャンミ        | 金澯美              | Kim Xán Mỹ          | 19 tháng 6, 1996            | Gumi, Gyeongsangbuk-do, Hàn Quốc | Main Dancer, Lead Rapper, Sub Vocal, Maknae | Thanh nhạc          | Cựu thành viên      |
| Choa                | 초아                | チョア              | Choaya              | 초아야              | Park Choah          | 박초아              | パク・チョア        | 朴草娥              | Phác Thảo Nga       | 6 tháng 3, 1990             | Incheon, Hàn Quốc                | Main Vocal                                  | Guitar              | AOA Black           |
| Youkyung[1]         | 유경                | ユギョン            | Y                   | 와이                | Seo Youkyeong       | 서유경              | ソ・ユギョン        | 徐有慶              | Từ Hữu Khánh        | 15 tháng 3, 1993            | Seoul, Hàn Quốc                  | Sub Vocal                                   | Trống               | AOA Black           |
| Mina                | 민아                | ミナ                | Minaring            | 민아링              | Kwon Minah          | 권민아              | クォン・ミナ        | 權珉娥              | Quyền Mân Nga       | 21 tháng 9, 1993            | Busan, Hàn Quốc                  | Sub Vocal, Sub Rapper                       | Bass                | AOA Black           |
| Jimin               | 지민                | ジミン              | Jiminel             | 지미넬              | Shin Jimin          | 신지민              | シンジミン          | 申智珉              | Thân Trí Mân        | 8 tháng 1, 1991             | Seoul, Hàn Quốc                  | Leader, Main Rapper, Sub Vocal              | Guitar              | AOA Black           |
| Yuna                | 유나                | ユナ                | Yunaria             | 유나리아            | Seo Yoona           | 서유나              | 立ってユナ          | 徐宥奈              | Từ Hữu Nại          | 30 tháng 12, 1992 (30 tuổi) | Busan, Hàn Quốc                  | Main Vocal                                  | Keyboard            | AOA Black           |
| Seolhyun            | 설현                | ソリョン            | Seolhyunari         | 설현아리            | Kim Seolhyeon       | 김설현              | ギムソルヒョン      | 金雪炫              | Kim Tuyết Huyễn     | 3 tháng 1, 1995             | Bucheon, Gyeonggi-do, Hàn Quốc   | Lead Dancer, Sub Vocal                      |                     |                     |

1Youkyung chỉ là thành viên của ban nhạc AOA Black. Cô không nằm trong nhóm nhạc thần tượng quảng bá chính. 

### Nhóm nhỏ
- AOA (nhóm quảng bá chính): Jimin (thành viên cũ), Yuna (thành viên cũ), Hyejeong, Mina (thành viên cũ), Seolhyun (thành viên cũ), Chanmi, Choa (thành viên cũ).
- AOA Black (ban nhạc): Choa (thành viên cũ), Jimin (Thành viên cũ), Yuna (thành viên cũ), Youkyung (thành viên cũ), Mina (thành viên cũ).
- AOA White (nhóm nhảy): Hyejeong, Seolhyun (thành viên cũ), Chanmi (chưa ra mắt)
- AOA Cream (nhóm nhỏ):  Yuna (cựu thành viên), Hyejeong, Chanmi.

## Giải thưởng và đề cử
| Năm  | Giải thưởng                       | Hạng mục                       | Đề cử     | Kết quả   |
| ---- | --------------------------------- | ------------------------------ | --------- | --------- |
| 2012 | Mnet Asian Music Awards           | Nghệ sĩ của năm                | AOA       | Đề cử     |
| 2012 | Mnet Asian Music Awards           | Tân binh nữ xuất sắc nhất      | AOA       | Đề cử     |
| 2012 | 2012 Seoul Music Awards           | Tân binh xuất sắc nhất         | AOA       | Đề cử     |
| 2012 | 2012 Seoul Music Awards           | Nghệ sĩ được yêu mến nhất      | AOA       | Đề cử     |
| 2012 | 2012 SBS MTV Best of the Best     | Tân binh xuất sắc nhất         | AOA       | Đề cử     |
| 2014 | SBS MTV The Show                  | Nghệ sĩ có tiềm năng nhất      | AOA       | Đoạt giải |
| 2014 | Gaon Weibo Chart Awards           | Ngôi sao Gaon Weibo Social     | AOA       | Đoạt giải |
| 2014 | Mnet Asian Music Awards           | Màn trình diễn vũ đạo đẹp nhất | Miniskirt | Đề cử     |
| 2014 | Mnet Asian Music Awards           | Union Pay Bài hát của năm      | Miniskirt | Đề cử     |
| 2014 | Melon Music Awards                | Top 10 các nghệ sĩ             | AOA       | Đề cử     |
| 2014 | Melon Music Awards                | Bài hát hay nhất               | Miniskirt | Đề cử     |
| 2014 | Melon Music Awards                | Vũ đạo đẹp nhất                | Miniskirt | Đề cử     |
| 2014 | Melon Music Awards                | M/V đẹp nhất                   | Miniskirt | Đề cử     |
| 2014 | SBS PopAsia Awards 2014           | Nhóm nhạc nữ xuất sắc nhất     | Miniskirt | Đề cử     |
| 2015 | Golden Disc Awards                | Digital Bonsang                | Miniskirt | Đoạt giải |
| 2015 | Seoul Music Awards                | Bonsang                        | Miniskirt | Đoạt giải |
| 2015 | GAON Chart Kpop Awards            | Màn trình diễn xuất sắc nhất   | AOA       | Đoạt giải |
| 2015 | European K-POP/J-POP Music Awards | Nghệ sĩ của năm                | AOA       | Đoạt giải |

### Chương trình âm nhạc
| Năm  | Chương trình âm nhạc | Ngày        | Bài hát      |
| ---- | -------------------- | ----------- | ------------ |
| 2014 | Inkigayo             | 9 tháng 2   | Miniskirt    |
| 2014 | Show Champion        | 19 tháng 11 | Like A Cat   |
| 2015 | Show Champion        | 1 tháng 7   | Heart Attack |
| 2015 | Show! Music Core     | 4 tháng 7   | Heart Attack |
| 2015 | The Show             | 7 tháng 7   | Heart Attack |
| 2016 | The Show             | 17 tháng 5  | Good Luck    |